# أندري (لاعب كرة قدم مواليد 1983)
أندري (بالبرتغالية: Andrey Nazário Afonso‏) هو لاعب كرة قدم برازيلي في مركز حراسة المرمى، ولد في 9 نوفمبر 1983 في بورتو أليغري في البرازيل. لعب مع أتلتيكو باراناينسي وجمعية بورتوغيزا الرياضية وستيوا بوخارست وغريميو بورتو أليغرينزي ونادي أيه بي سي ونادي بوا إيسبورت ونادي فيغورينسي ونادي كروزيرو ونادي كريسيوما.

## وصلات خارجية
- أندري (لاعب كرة قدم مواليد 1983) على موقع قاعدة بيانات كرة القدم.إي يو (الإنجليزية)
- أندري (لاعب كرة قدم مواليد 1983) على موقع Soccerway.com (الإنجليزية)